# ريزدنت إيفل: ديد آيم
ريزدنت إيفل: ديد آيم (بالإنجليزية: Resident Evil: Dead Aim)‏ أي: الشر المقيم: الهدف الميت هي لعبة من نوع تصويب صدرت في عام 2003 لـ بلاي ستيشن 2 وهي من تطوير ونشر شركة كابكوم.

## القصة
بعد انتشار الـ «تي-فيروس» في مدينة راكون وتحويله سكانها إلى أموات أحياء (زومبيز)، قامت الحكومة الأمريكية بضرب المدينة بصاروخ وتدميرها مع ذلك بقي انتشار الفيروس قائماً. ورغم أن شركة أمبريلا المتورطة في هذا رفضت الاعتراف بذلك كما رفضت وقف أبحاثها وواصلتها في مختبرات سرية منعزلة. لاحقاً قام باحث سابق في الشركة بسرقة كمية كبيرة من فيروس هجين يسمى «جي فيروس» من مركز تطوير شركة أمبريلا في باريس، وتم إرسال بروس (Bruce McGivern) من حكومة الولايات المتحدة لاسترداد الفيروس وإنهاء التهديد.

## وصلات خارجية
- ريزدنت إيفل: ديد آيم على موبي غيمز